# Zatín
Zatín (Hongaars: Zétény) is een Slowaakse gemeente in de regio Košice, en maakt deel uit van het district Trebišov.
Zatín telt 830 inwoners.